# Ligne de Plaisir - Grignon à Épône - Mézières
La ligne de Plaisir - Grignon à Épône - Mézières dite ligne de la vallée de la Mauldre est une ligne de chemin de fer française électrifiée à écartement standard et à double voie située dans le département des Yvelines. Elle relie la gare de Plaisir - Grignon à celle d'Épône - Mézières en suivant le cours de la Mauldre.
Elle constitue la ligne 396 000 du réseau ferré national.
Longue de 20 km, elle assure la jonction entre la ligne de Paris-Saint-Lazare au Havre (vallée de la Seine) et la ligne de Saint-Cyr à Surdon et au-delà avec le réseau Montparnasse et le tronçon sud de la ligne de Grande Ceinture. Elle supporte un trafic mixte, et peu intense, constitué de trains de voyageurs de banlieue (desserte Paris-Montparnasse - Mantes-la-Jolie) et de trains de marchandises. Elle permet aussi le transit des TGV assurant la liaison entre Le Havre et Lyon-Perrache désormais prolongée jusqu'à Marseille-Saint-Charles. Elle se substitue aussi à la partie ouest de la Grande-Ceinture de Paris partiellement neutralisée.
Dans la journée, il y circule dans chaque sens un train de voyageurs omnibus toutes les heures aux heures creuses et un train toutes les 30 minutes aux heures de pointe du matin dans le sens Province → Paris et inversement aux heures de pointe du soir. 

## Historique

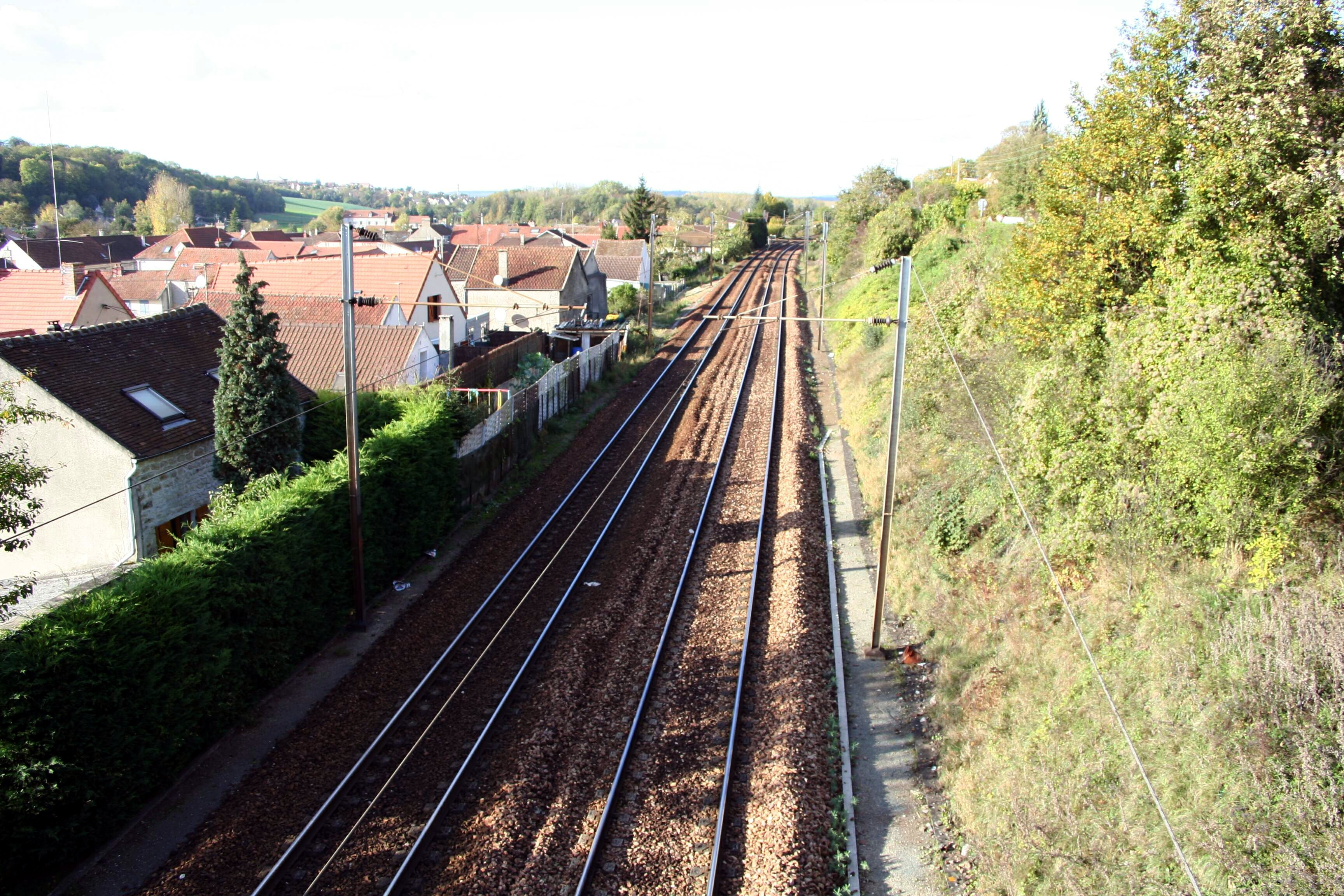
La traversée de Nézel.

La loi du 17 juillet 1879 (dite plan Freycinet) portant classement de 181 lignes de chemin de fer dans le réseau des chemins de fer d’intérêt général retient en no 36, une ligne de « Rambouillet à un point à déterminer sur la ligne de Pontoise à Gisors entre Marines et Chars, en passant par un point à déterminer entre Mantes et Meulan ».
La ligne est concédée à titre éventuel à la Compagnie des chemins de fer de l'Ouest par une loi le 15 mars 1886. Elle est déclarée d'utilité publique par une loi le 14 juin 1897, rendant par là même la concession définitive.
- Le 30 août 1900, mise en service de la ligne ;
- Le 13 septembre 1977, mise en service de l'électrification et de la signalisation en block automatique lumineux (BAL) ;
- En septembre 1986, première circulation de TGV sur la ligne (liaison Rouen – Lyon via Mantes-la-Jolie et Versailles-Chantiers) ;
- En septembre 1990, mise en service de trains directs entre la gare de Paris-Montparnasse et Mantes-la-Jolie via Plaisir - Grignon ;
- En février 2000, création d'un comité de défense des usagers de la ligne Paris-Montparnasse – Mantes-la-Jolie ;
- En avril 2002, mise en place de la conduite à agent seul des trains de banlieue sur la ligne (suppression de l'agent d'accompagnement) ;
- Le 12 décembre 2005, renforcement de l'offre autocar en soirée entre Plaisir - Grignon et Épône - Mézières ;
- À l'été 2006, installation des écrans pour la mise en place future du système Infogare à Beynes, Mareil-sur-Mauldre, Maule et Nézel - Aulnay ;
- Au service d'hiver 2008 (14 décembre), mise  en place du cadencement des services Transilien sur l'axe Paris-Montparnasse – Mantes-la-Jolie via Plaisir : un train toutes les demi-heures en pointe, toutes les heures le reste de la journée (pour la section Plaisir – Mantes)[4].

## Description de la ligne

### Caractéristiques
Le profil général est en pente presque constante dans le sens de Plaisir - Grignon (altitude 104 m) vers Épône - Mézières (altitude 22 m). Les déclivités maximum sont de 9 mm/m.
La vitesse limite en 2012 pour tous types de trains est de 120 km/h,.

### Infrastructure

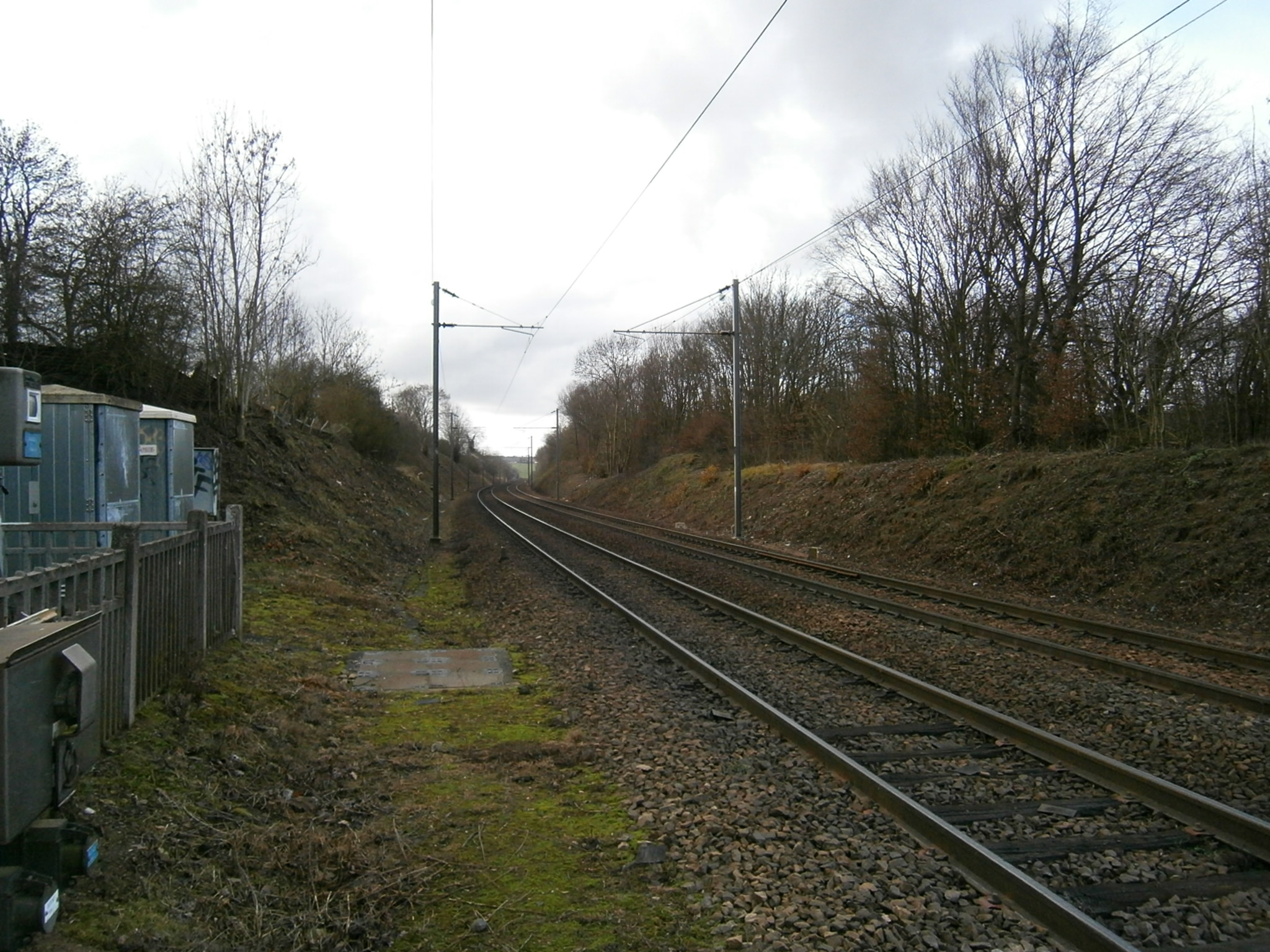
La ligne à Saint-Germain-de-la-Grange.

Cette ligne est entièrement à double voie. Elle ne comporte pas d'ouvrages d'art notables.
Elle a été électrifiée en 1,5 kV continu de Plaisir - Grignon à la section de séparation du PK 32,9 et en 25 kV 50 Hz de la section de séparation du PK 32,9 à Épône - Mézières (mise en service le 13 septembre 1977). La partie électrifiée en 25 kV est réalisée avec de la caténaire simplifiée (fil trolley régularisé).
À l'occasion de l'électrification, le block automatique lumineux (BAL) a été mis en service sur la totalité de la ligne. Il a été complété plus tard par le contrôle de vitesse par balises (KVB).
Les voies de débord et les évitements des gares intermédiaires ont été déposés ou neutralisés.

### Les gares de la ligne

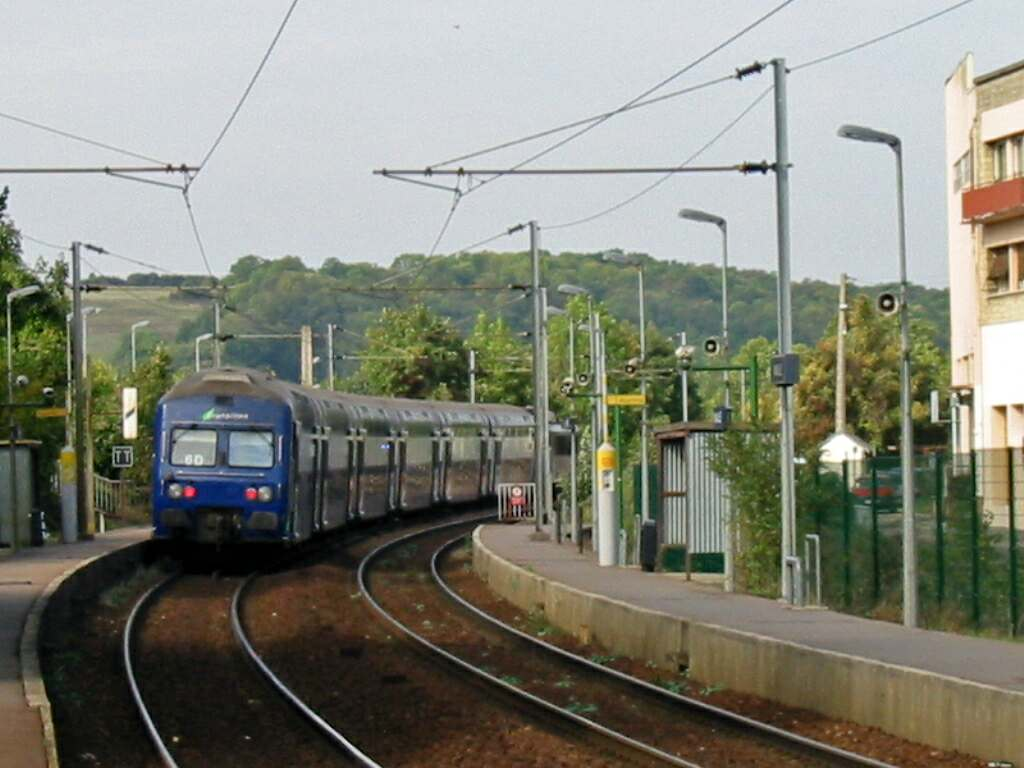
Rame du Transilien au départ de la gare de Maule.

Outre les gares extrêmes de Plaisir - Grignon et d'Épône - Mézières, la ligne comporte depuis l'origine quatre gares intermédiaires.
- Gare de Plaisir - Grignon
- Gare de Beynes
- Gare de Mareil-sur-Mauldre
- Gare de Maule
- Gare de Nézel - Aulnay
- Gare d'Épône - Mézières